# Hipaspistas

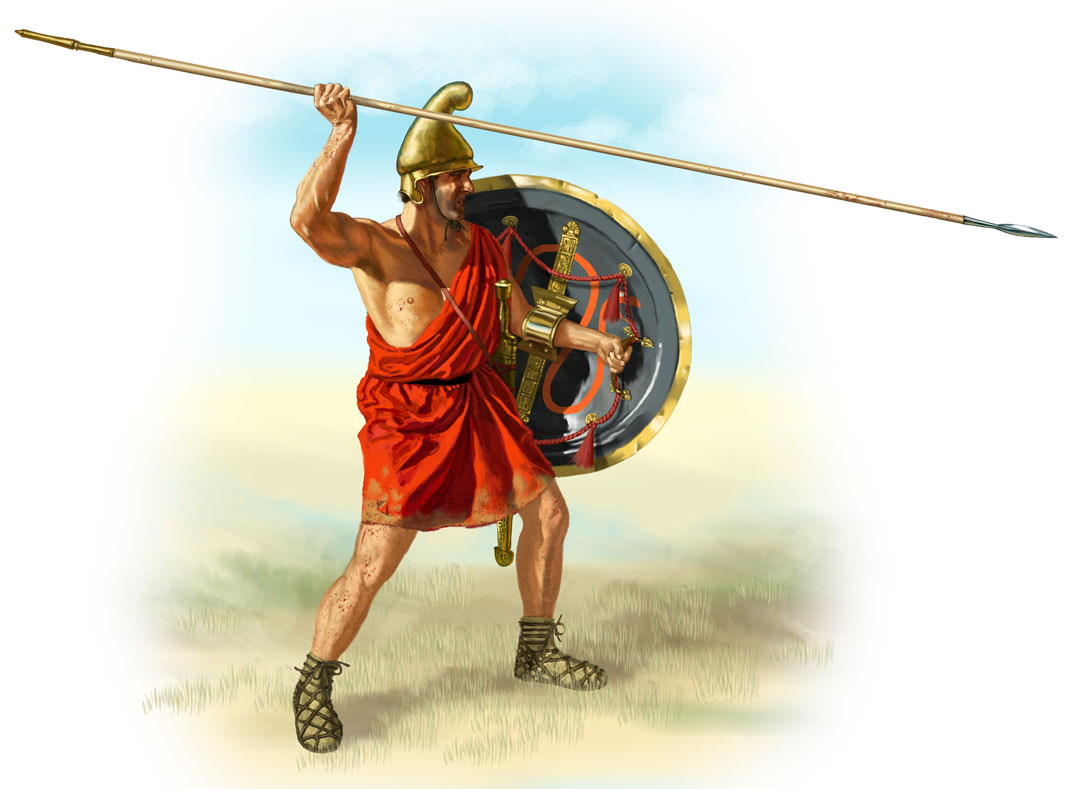
Ilustración de un hipaspista.

Los llamados hipaspistas formaron parte de un cuerpo militar de la infantería macedonia, cuya función y equipamiento no está todavía del todo claro. Su nombre completo era ὑπασπισταὶ τῶν ἑταίρων, hypaspistaì tỗn hetaírôn («los escuderos de los Compañeros»). Originalmente eran los sirvientes de los falangitas, llegando no obstante a convertirse posiblemente en unidad de élite, infantería "semipesada" producto del proceso de flexibilización y aligeramiento de la formación hoplítica y su panoplia (destacando la ausencia de coraza), destacando su función como nexo entre la cerrada falange (infantería pesada) y la caballería o la infantería ligera, y posiblemente también en "operaciones especiales" o formando parte de la Guardia de los reyes helenísticos.
En fuentes antiguas no encontramos detalles claros y por ello los especialistas en el tema se mueven en la especulación: unos suponen que forman una unidad de élite dentro de la falange macedonia, mientras que otros se decantan por la tesis de que eran una unidad de infantería ligera de tipo comando.
Lo que podemos sacar en limpio de las fuentes clásicas es que formaban a la derecha de la línea principal, hecho que puede indicar que fuera una formación de infantería pesada (cabe recalcar la importancia del ala derecha en los ejércitos con la falange como espina dorsal), pero posiblemente diferente a la falange.

## Equipamiento
Para conocer su equipamiento, debemos remitirnos a la pieza conocida como "Sarcófago de Alejandro", en el que se nos muestra al estratega macedonio acompañado por unas tropas protegidas con armaduras de cuero o lino y con pteryges, cascos tracios y cnémidas, llevando el hopla; si eran hipaspistas combatían como hoplitas.

## Características
Sus características le daban mayor movilidad al ejército, pues pese al potente impacto de la falange macedonia, estos eran más rápidos y flexibles. Los hipaspistas eran instruidos asimismo en la lucha en orden ligero, con lanzas cortas y jabalinas, tomando caracteres tácticos cercanos a la escaramuza. Por tanto, formaban el perfecto nexo de unión entre la falange macedonia y su pertinente caballería pesada.

## Uso
El uso de estos soldados fue impulsado en un principio por Filipo II de Macedonia, padre de Alejandro Magno, y llevado al culmen por su hijo. Sin embargo, no debemos olvidar que pervivió en tiempos de los diádocos y de Pirro.